# 南溪镇 (云阳县)
南溪镇，是中华人民共和国重庆市云阳县下辖的一个乡镇级行政单位。

## 行政区划
南溪镇下辖以下地区：
水市社区、南溪社区、长洪社区、新阳社区、花果村、金银村、水市村、天河村、火脉村、卫星村、青云村、方家村、桂溪村、青印村、吉仙村、盐渠村、红岩村、拱桥村、大吉村、西林村、福桥村、蒲山村、西云村、新阳村、塔棚村、南木村、黄高村、盐东村、青山村、南阳村、富家村和石渠村。